# 马王街道
马王街道，是中华人民共和国陕西省西安市长安区下辖的一个乡镇级行政单位。

## 行政区划
马王街道下辖以下地区：
沣京中路社区、马王村、客省庄村、张海坡村、曹家寨村、新旺村、河头村、大原村、石桥村、黄桥村、新庄村、联庄村、大泥河村、小泥河村和沙河村。

## 交通
西户铁路穿镇而过，马王火车站也在该街道，不时地为附近提供货运服务。